# Žákava
Žákava (německy Schakau) je obec v okrese Plzeň-jih v Plzeňském kraji. Žije zde 486 obyvatel. Obec leží v údolí mezi řekou Úslavou a potokem Bradavou.
Ve vzdálenosti třináct kilometrů severně leží město Rokycany, šestnáct kilometrů západně město Přeštice, sedmnáct kilometrů severozápadně statutární město Plzeň a 26 kilometrů západně město Nýřany.
Sousedními obcemi sídla jsou Milínov, Blovice, Vlčtejn, Nezvěstice, Šťáhlavy, Spálené Poříčí a Zdemyslice.

## Historie
První písemná zmínka o obci pochází z roku 1350.

## Obyvatelstvo
| Rok            | 1869 | 1880 | 1890 | 1900 | 1910 | 1921 | 1930 | 1950 | 1961 | 1970 | 1980 | 1991 | 2001 | 2011 | 2021 |
| -------------- | ---- | ---- | ---- | ---- | ---- | ---- | ---- | ---- | ---- | ---- | ---- | ---- | ---- | ---- | ---- |
| Počet obyvatel | 509  | 559  | 527  | 513  | 542  | 560  | 589  | 534  | 537  | 447  | 395  | 353  | 370  | 403  | 475  |
| Počet domů     | 71   | 74   | 79   | 76   | 79   | 88   | 115  | 155  | 143  | 136  | 123  | 141  | 146  | 157  | 170  |

## Obecní správa
Mezi lety 1869–1950 Žákava byla obcí v okrese Plzeň (1869–1930) a později v okrese Blovice. V letech 1961–1992 patřila jako část obce k Nezvěsticím a od 1. ledna 1993 je opět samostatnou obcí v okrese Plzeň-jih.

### Obecní symboly
Znak a vlajka byly obci uděleny rozhodnutím předsedy Poslanecké sněmovny Parlamentu České republiky dne 11. května 2001.

## Pamětihodnosti
- Kostel svatého Vavřince
- Socha svatého Václava